# Żydowo (gromada w powiecie bartoszyckim)
Żydowo – dawna gromada, czyli najmniejsza jednostka podziału terytorialnego Polskiej Rzeczypospolitej Ludowej w latach 1954–1972.
Gromady, z gromadzkimi radami narodowymi (GRN) jako organami władzy najniższego stopnia na wsi, funkcjonowały od reformy reorganizującej administrację wiejską przeprowadzonej jesienią 1954 do momentu ich zniesienia z dniem 1 stycznia 1973, tym samym wypierając organizację gminną w latach 1954–1972.
Gromadę Żydowo  z siedzibą GRN w Żydowie utworzono – jako jedną z 8759 gromad na obszarze Polski – w powiecie bartoszyckim w woj. olsztyńskim na mocy uchwały nr 10 WRN w Olsztynie z dnia 4 października 1954. W skład jednostki weszły obszary dotychczasowych gromad Łapkiejmy i Żydowo, ponadto miejscowość Leginy z dotychczasowej gromady Wipławki oraz miejscowość Przewarszyty z dotychczasowej gromady Skitno ze zniesionej gminy Dąbrowa; wreszcie miejscowości Gulkajmy i Judyty z dotychczasowej gromady Domarady ze zniesionej gminy Sępopol – w tymże powiecie. Dla gromady ustalono 9 członków gromadzkiej rady narodowej.
Gromadę zniesiono 1 stycznia 1960, a jej obszar włączono do gromad Wodukajmy (wieś Łapkiejmy oraz PGR-y Gajek, Gierczyn, Jeleń Park, Parkoszewo, Pełkity, Judyty, Gulkajmy i Przewarszyty) i Bartoszyce (wsie Leginy i Żydowo, kolonię Nowe Witki oraz PGR-y Łoskajmy i Zawiersze) w tymże powiecie.